# Oliver Pinelli

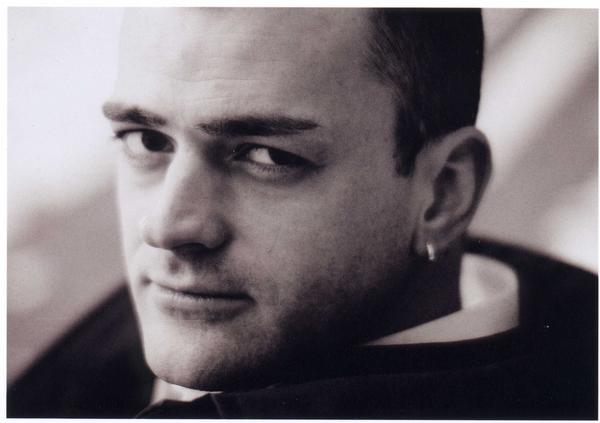
Oliver Pinelli, Musikproduzent und Songwriter

Oliver Pinelli (* 6. August 1968 als Oliver Ernst Gerhard Feuerherdt in Berlin) ist ein deutscher Musikproduzent.
Angefangen mit elektronischer Musik, produzierte er in den letzten zwanzig Jahren Musik in diversen Stilrichtungen. Er arbeitete unter anderem mit Künstlern wie Yvonne Catterfeld, Wolfsheim, Cassandra Steen, Ben Becker, Rosenstolz, Christina Stürmer, Zweitfrau, Paul van Dyk, Reamonn und vielen mehr. Für seine Coproduktion mit Andreas Herbig an dem Album „Casting Shadows“ (Doppelplatin) der Pop-Gruppe Wolfsheim, wurde Oliver Pinelli 2003 für den Echo nominiert.
Seit 2010 lebt und arbeitet Oliver Pinelli vorrangig in Österreich.
Neben seiner Arbeit als Musikproduzent ist Oliver Pinelli auch als Dozent und Coach im Bereich Musik und Medien tätig, z. B. für das Popcamp des Deutschen Musikrats (Dozent 2007).

## Diskografie (Auswahl wichtiger Alben / Songs)
- 1998: Lola rennt (Soundtrack), Produktion
- 2000: Katja Riemann (Nachtblende), Produktion
- 2001: Ben Becker (Wir heben ab), Produktion
- 2002: Wolfsheim (Casting Shadows, u. a. Kein zurück), Co-Produzent
- 2003: Yvonne Catterfeld (Meine Welt), Produktion
- 2003: Enrique Iglesias (One Night Stand), Co-Produzent
- 2004: Rosenstolz (Herz), vocal Produktion
- 2004: Wolfsheim (Blind), Programmierung
- 2005: Kain (Band) (Leben im Schrank), Produktion
- 2006: Natasha Thomas (Playing with Fire), Produktion
- 2007: Sandra Nasić (The Signal), Produktion
- 2008: Zweitfrau (Rückendeckung), Produktion
- 2008: Unheilig (An deiner Seite), Produktion
- 2009: Cassandra Steen (Darum leben wir), Co-Produzent
- 2009: In Extremo (Sängerkrieg), Produktion / Remixe
- 2009: Paul van Dyk feat. Rea Garvey (Let Go), Produktion
- 2009: Jochen Distelmeyer (Regen), Co-Produzent
- 2023: Dorian Wilden (Ice Tigers fürs Leben – Die offizielle Hymne der Nürnberg Ice Tigers), Produktion